# Toupi (köpinghuvudort i Kina, Jiangxi Sheng, lat 26,76, long 116,19)
Toupi är en köpinghuvudort i Kina. Den ligger i provinsen Jiangxi, i den sydöstra delen av landet, omkring 220 kilometer söder om provinshuvudstaden Nanchang. Antalet invånare är 23 080. Befolkningen består av 11 099 kvinnor och 11 981 män. Barn under 15 år utgör 19,0 %, vuxna 15-64 år 72 %, och äldre över 65 år 7,0 %.
Runt Toupi är det ganska tätbefolkat, med 139 invånare per kvadratkilometer. Närmaste större samhälle är Xujiang, 15,7 km nordost om Toupi. I omgivningarna runt Toupi växer i huvudsak blandskog.
Genomsnittlig årsnederbörd är 2 261 millimeter. Den regnigaste månaden är maj, med i genomsnitt 345 mm nederbörd, och den torraste är oktober, med 22 mm nederbörd.